# Любимов Роман Юрійович
Роман Юрійович Любимов (рос. Роман Юрьевич Любимов; 1 червня 1992, місто Твер, Росія) — російський хокеїст, нападник. Виступає за московський клуб ЦСКА у Континентальній хокейній лізі.

## Кар'єра
Роман почав свою професійну кар'єру 2009 року у складі московського клубу Молодіжної хокейної ліги «Червона армія», яка є фарм-клубом ЦСКА. У дебютному сезоні нападник провів 43 матчі, набрав 27 очок (15+12). Наступного сезону Роман, будучи капітаном команди, привів «Червону армію» до перемоги у фіналі Кубка Харламова, набрав 56 очок (29+27) у 65 матчах. 
3 жовтня 2010 року Роман дебютував у Континентальній хокейній лізі (ЦСКА) в матчі проти «Барису», до кінця сезону у КХЛ провів 7 матчів, не набрав жодного очка.
Сезон 2011/12 Любимов також почав у МХЛ, як капітан збірної Заходу брав участь в матчі за Кубок Виклику, після чого його знову викликали до ЦСКА. 23 жовтня 2011 року у матчі проти попрадського «Льва» Роман набрав перше очко в лізі, зробивши гольову передачу.
У складі ЦСКА виступав на Кубку Шпенглера — в активі п'ять матчів та одна результативна передача.

## Кар'єра (збірна)
У складі юніорської збірної Росії Роман брав участь в юніорському чемпіонаті світу 2010 року, разом з командою посів четверте місце, набравши 1 очко (0+1) у 7 проведених матчах. 

## Досягнення
- 2011 Володар Кубка Харламова.
- 2012 Учасник Кубка Виклику.